# Australische zilvereik
De Australische zilvereik (Grevillea robusta) is een tot 30 m hoge boom met een rechte, in de kroon doorlopende stam. De kroon is los, slank en rijzig. De bladeren zijn afwisselend geplaatst, tot 25 cm lang, bijna varenachtig, geveerd met 11 tot 23 deelblaadjes, die zelf weer diep ingesneden tot geveerd zijn. Aan de onderzijde is het blad zilvergrijs behaard.
De bloemen zijn geel met oranje of zelden rood en groeien in eenzijdige, borstelachtige, tot 13 cm lange trossen, die meestal in groepen aan oudere twijgen groeien. De individuele bloemen zijn circa 2 cm lang en even lang als hun steel. Ze bestaan uit vier bloembladen, die lang met elkaar verbonden blijven en met de meeldraden zijn vergroeid. De stijl steekt lange tijd boogvormig uit de bloem, maar als de bloembladen later los van elkaar komen steekt de stijl loodrecht uit de bloem. De stempel is knotsvormig verdikt. De vruchten zijn rijp bruine, bootvormige, circa 2 cm lange kokervrucht met een lange snavel. Elke vrucht bevat een of twee gevleugelde zaden.
De Australische zilvereik komt oorspronkelijk uit Australië, waar grote bomen zeldzaam zijn geworden omdat er veel vraag is naar het hout voor de fabricage van meubels. Hij is bestand tegen droogte, wind en felle zon waardoor hij veel wordt aangeplant in de (sub)tropen. Hij wordt vaak aangeplant voor herbebossing van kaalgeslagen terreinen en als schaduwboom bij koffie- en theeplantages. Ook komt hij verwilderd voor zoals op Hawaï. Daarmee is het de meest voorkomende soort van de familie Proteaceae in de tropen.

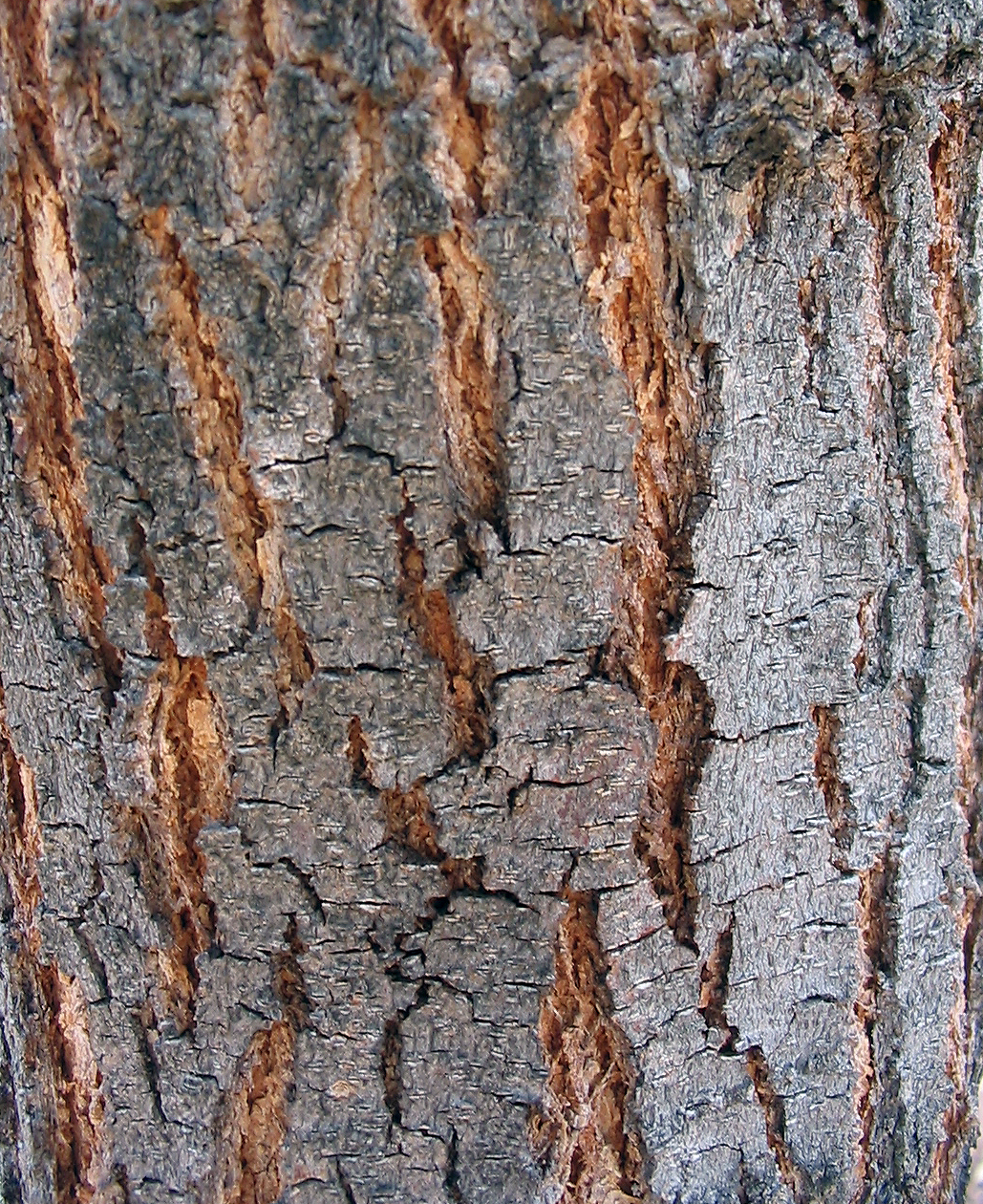
Bast
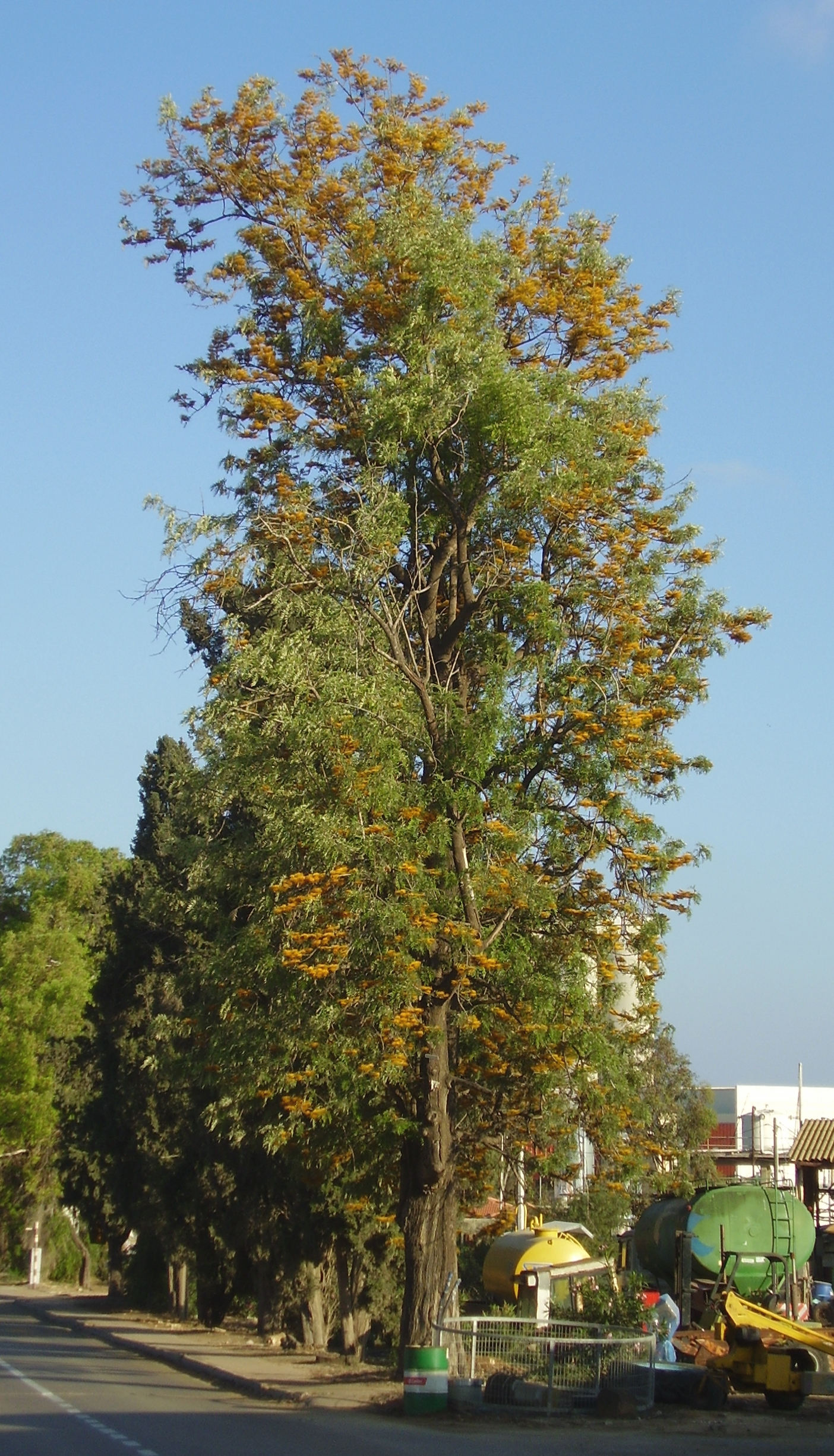
Plant in Gan Shemu'el in Israël
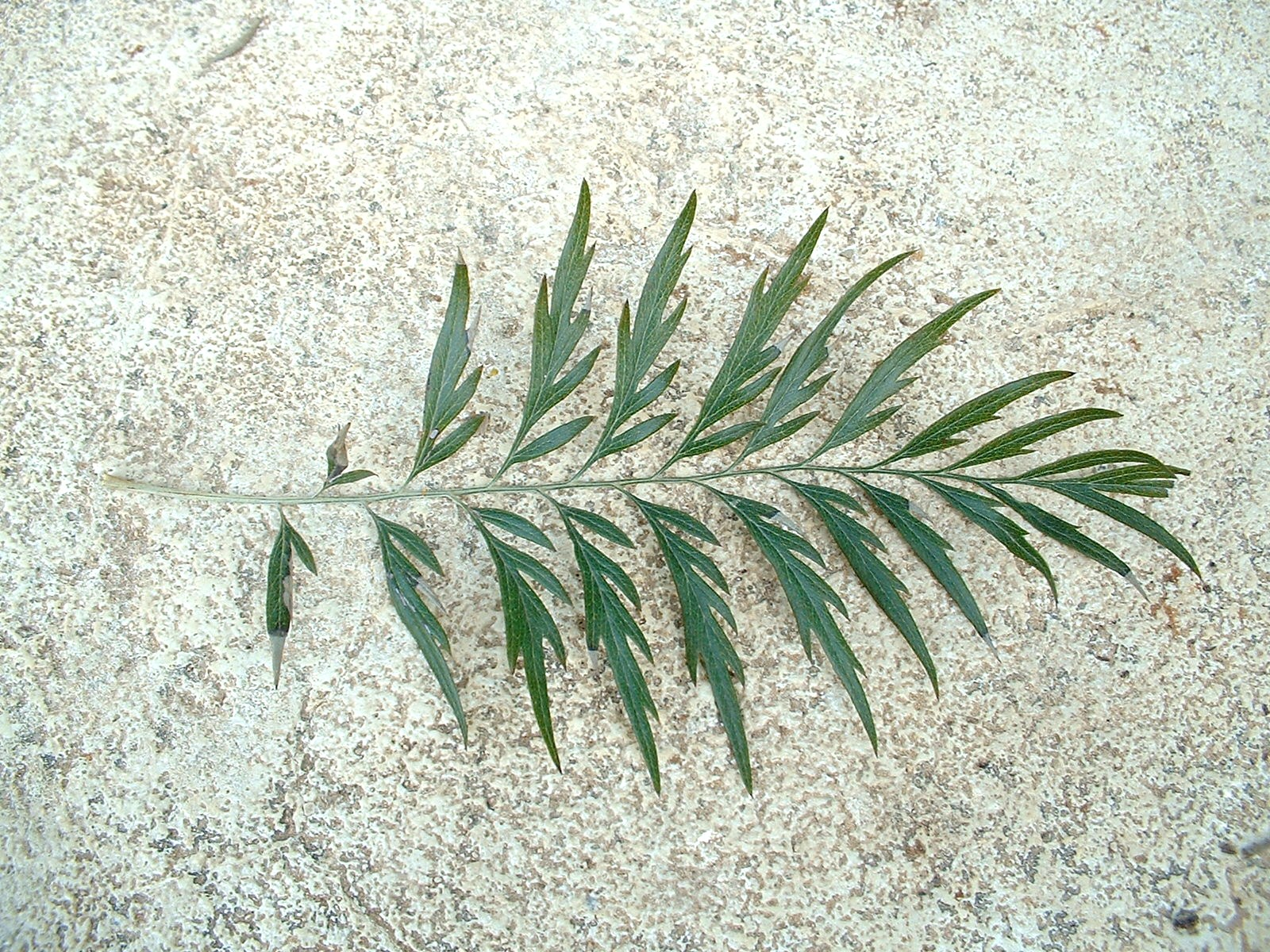
Blad
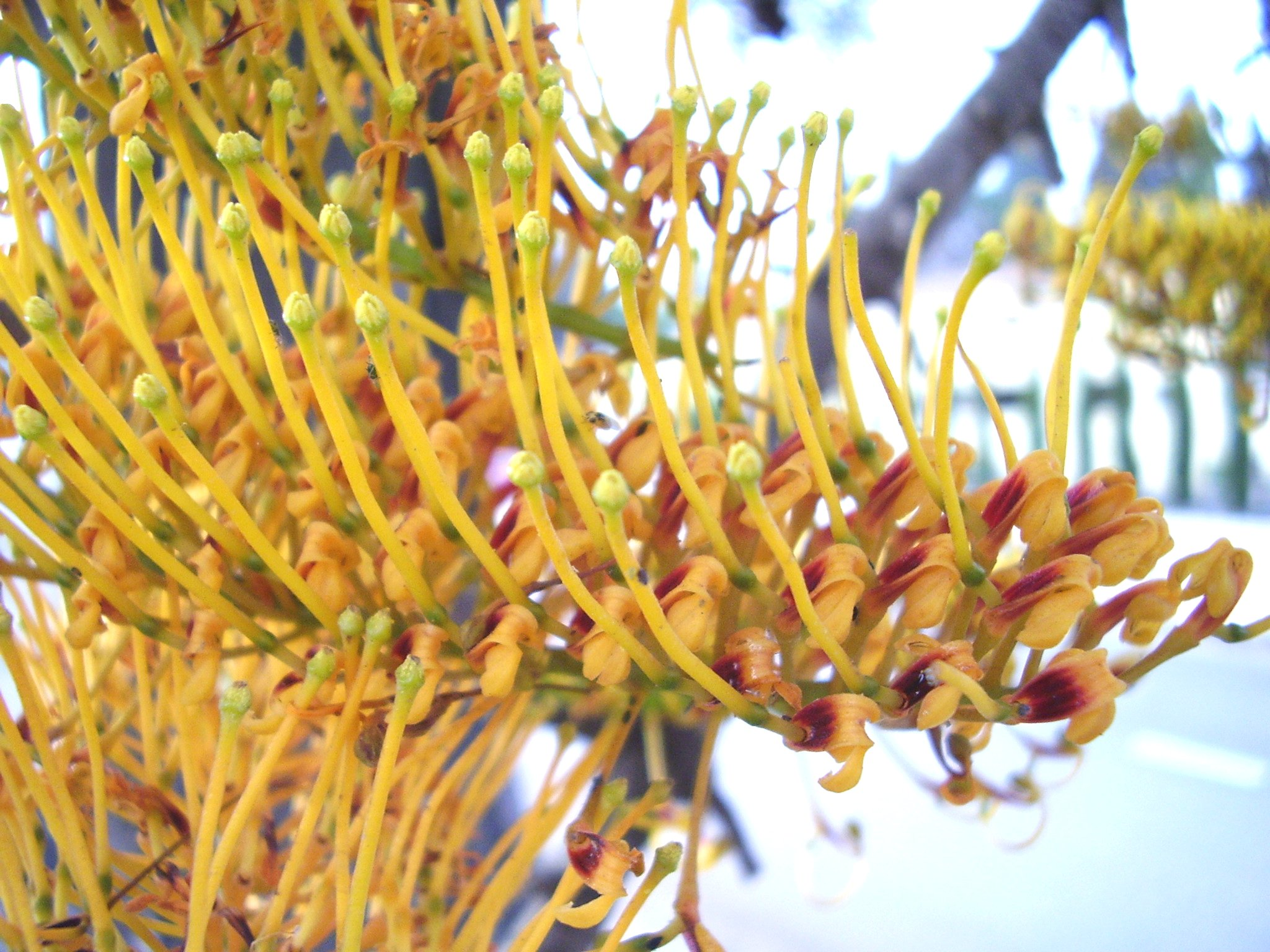
Bloeiwijze
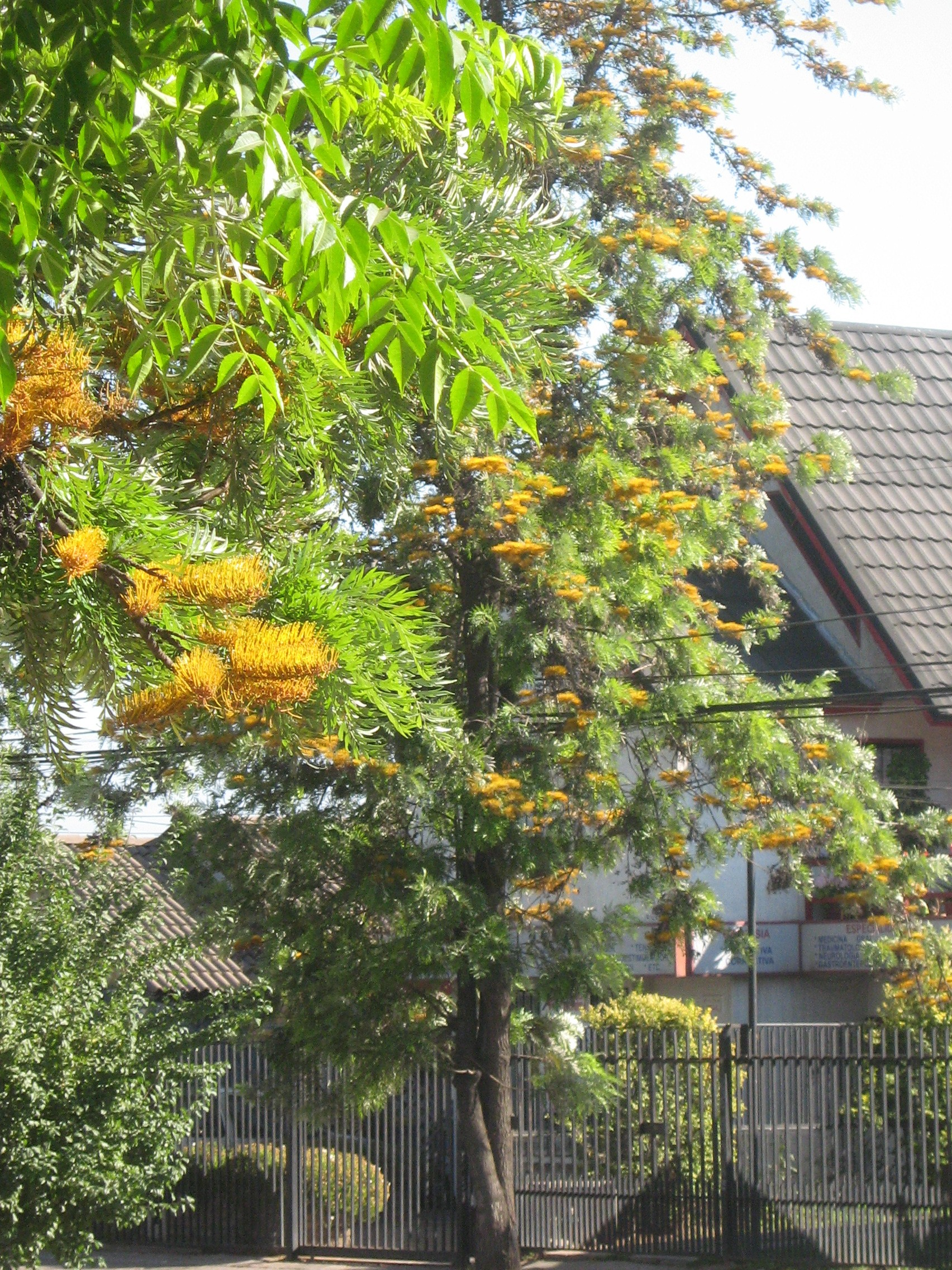
Grevillea robusta

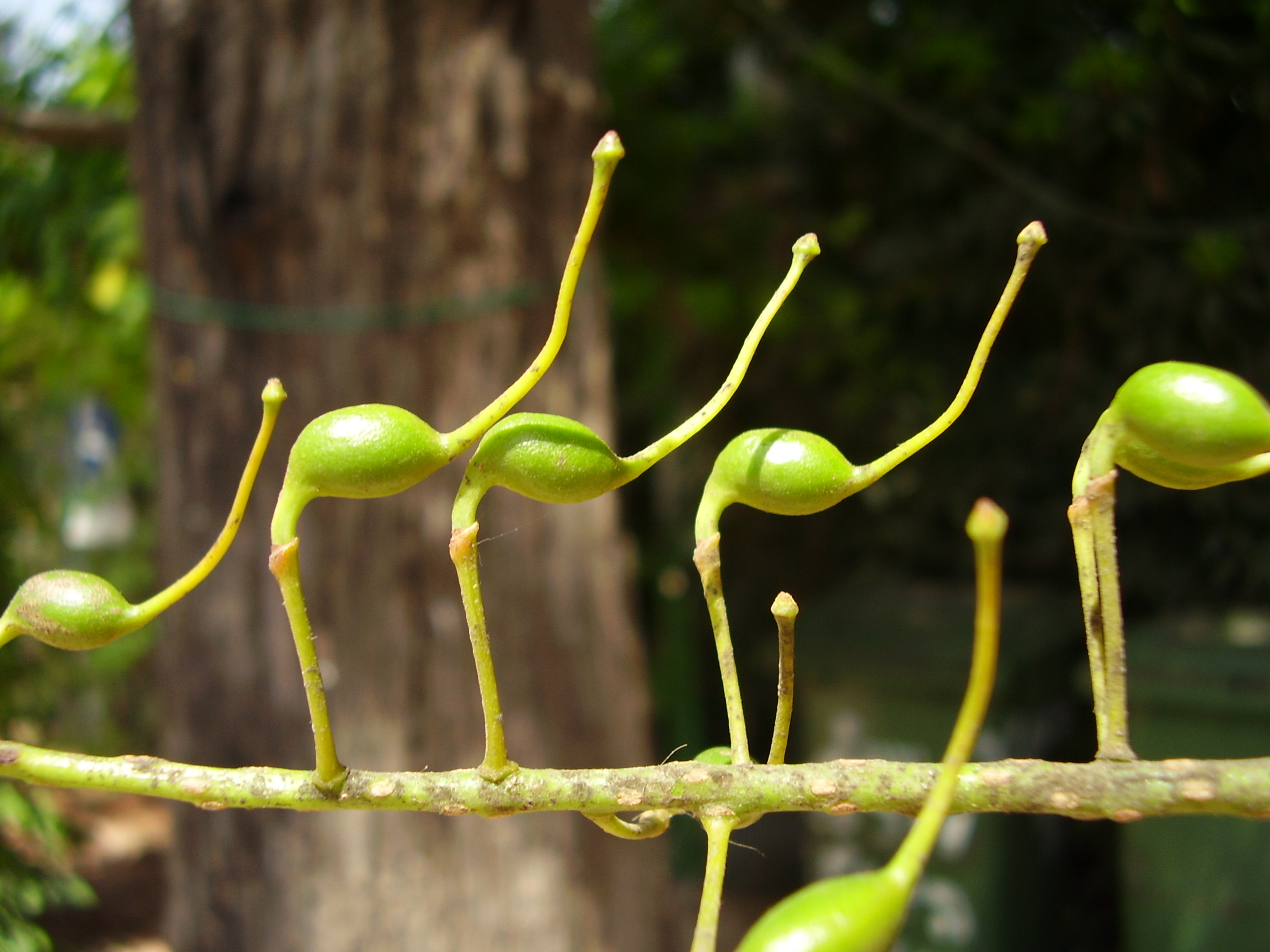
Onrijpe vruchten
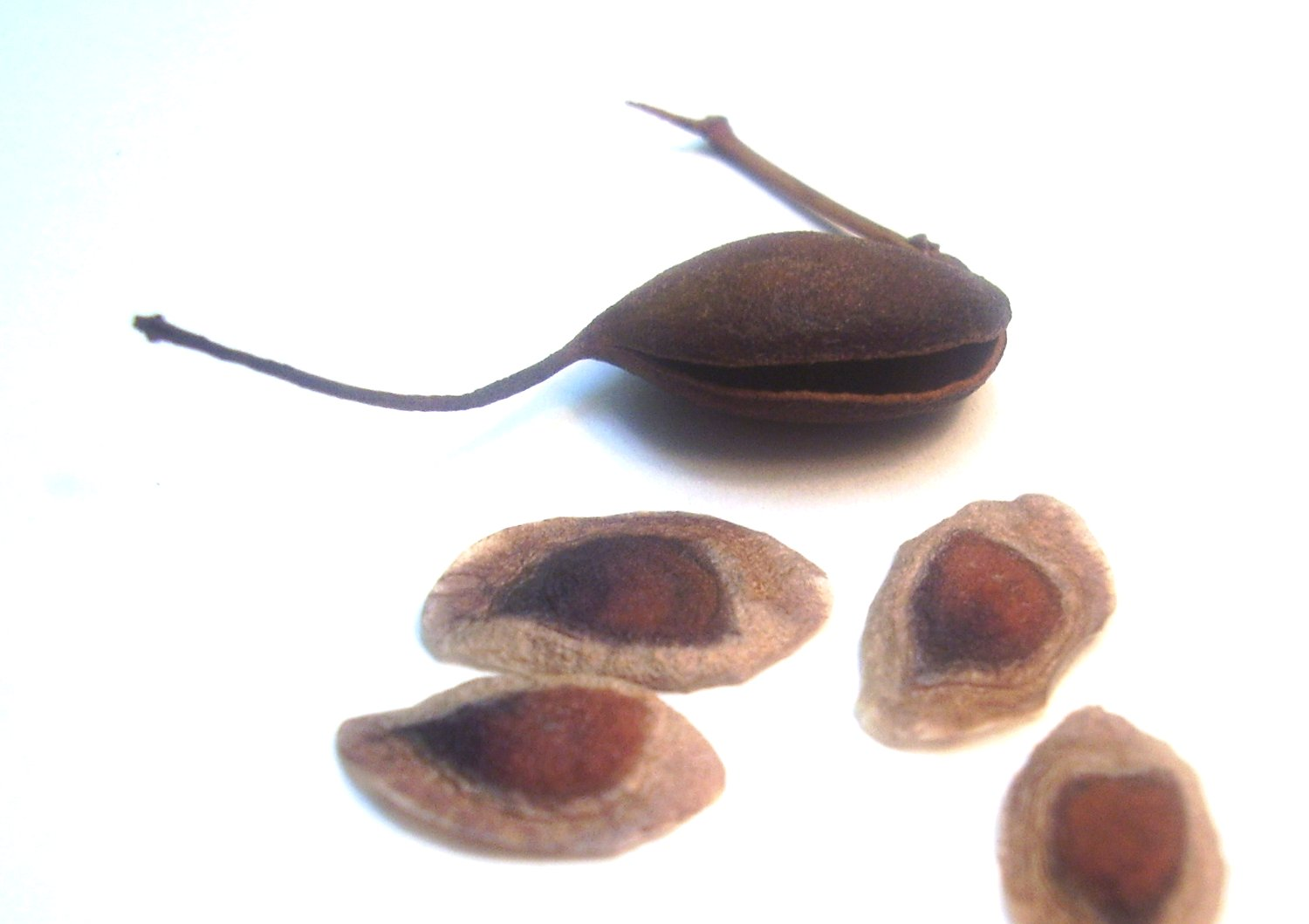
Vrucht en zaden